# David Canabarro (Rio Grande do Sul)
Pour les articles homonymes, voir David Canabarro.
David Canabarro est une municipalité brésilienne située dans l'État du Rio Grande do Sul.